# Mount Alexander (berg i Victoria)
Mount Alexander är ett berg i Australien. Det ligger i regionen Mount Alexander och delstaten Victoria, omkring 110 kilometer nordväst om delstatshuvudstaden Melbourne. Toppen på Mount Alexander är 744 meter över havet, eller 7 meter över den omgivande terrängen. Bredden vid basen är 0,69 km.
Mount Alexander är den högsta punkten i trakten. Runt Mount Alexander är det mycket glesbefolkat, med 6 invånare per kvadratkilometer.. Närmaste större samhälle är Castlemaine, omkring 11 kilometer sydväst om Mount Alexander. 
Trakten runt Mount Alexander består till största delen av jordbruksmark. Genomsnittlig årsnederbörd är 782 millimeter. Den regnigaste månaden är juli, med i genomsnitt 92 mm nederbörd, och den torraste är januari, med 22 mm nederbörd.